# Altiplà
|  | Per a altres significats, vegeu «Altiplà (desambiguació)». |

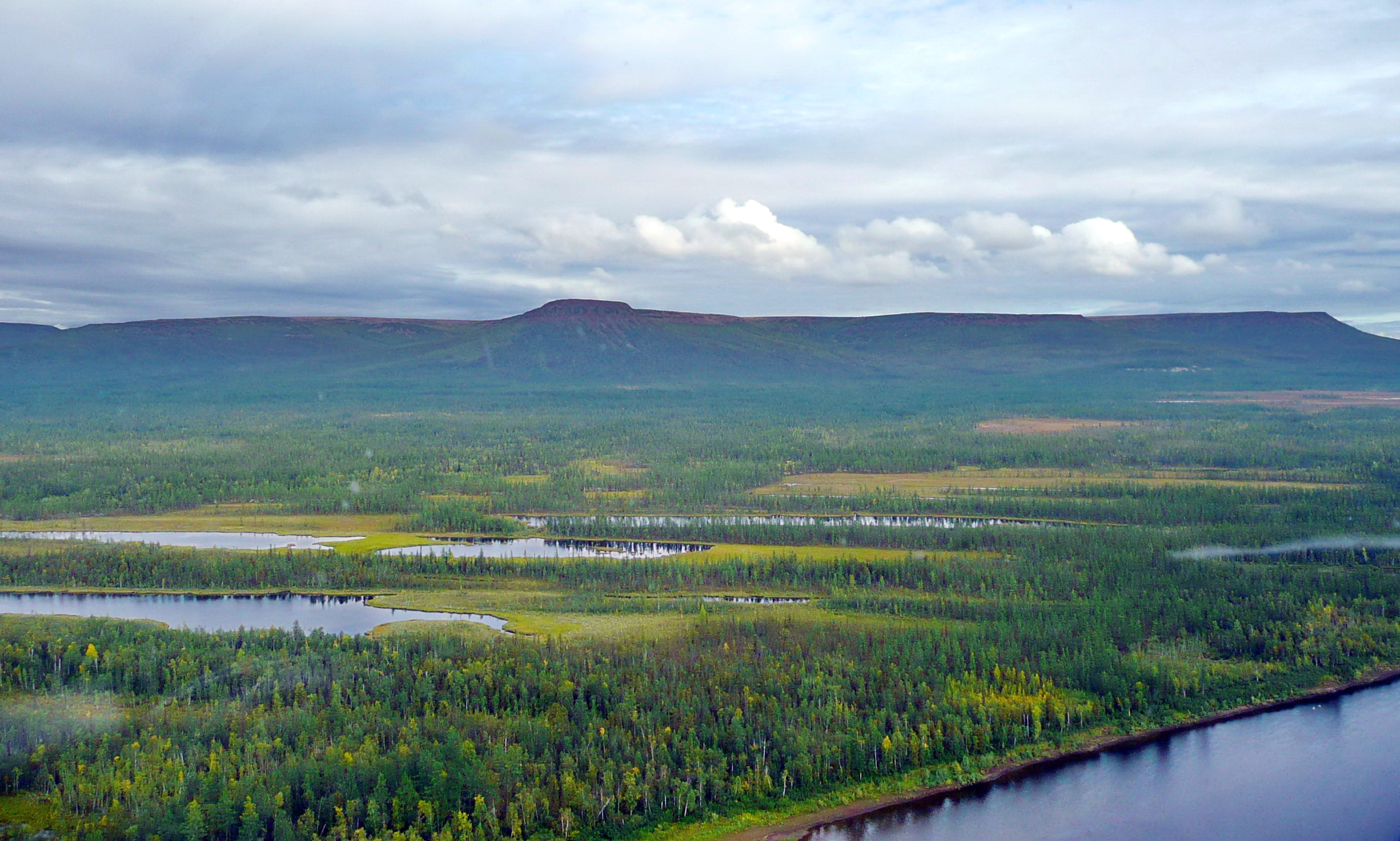
L'altiplà de Putorana, a l'extrem nord-oest de l'altiplà de la Sibèria Central

Un altiplà és una superfície relativament plana elevada sobre el terreny que l'envolta. Un planell és simplement un indret pla.  Sovint un o més costats tenen turons o escarpes profunds. Els altiplans es poden formar per diversos processos, com ara l'aflorament de magma volcànic, l'extrusió de lava i l'erosió per aigua i glaceres. Els altiplans es classifiquen segons el seu entorn circumdant com a intermontà, piemont o continental. Alguns altiplans poden tenir una petita part superior plana, mentre que d'altres en tenen una de més ampla.

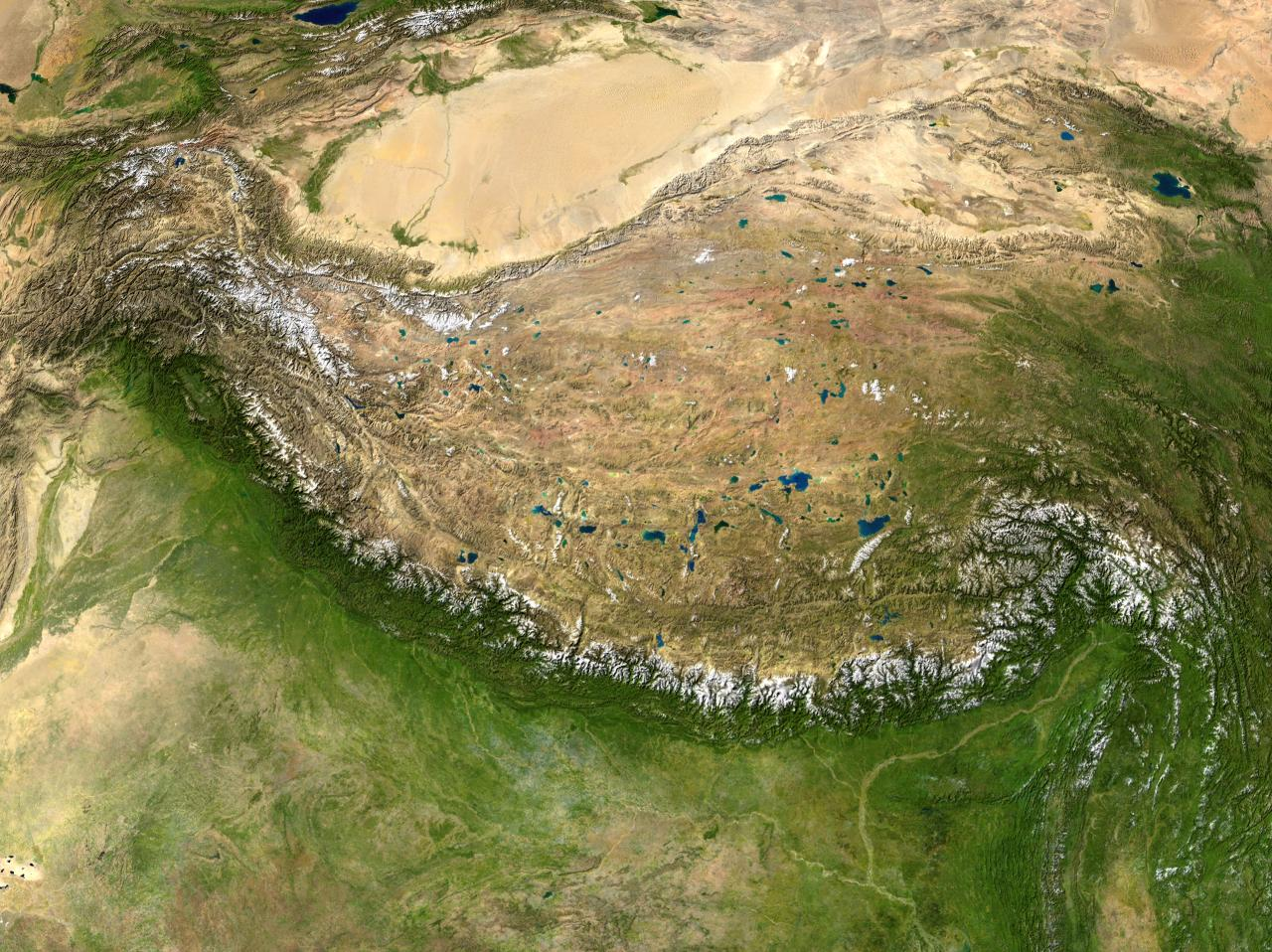
Imatge de satèl·lit de l’altiplà tibetà entre les muntanyes de l'Himàlaia al sud i el desert de Taklamakan al nord

La formació d'altiplans sol ser deguda a una elevació del terreny provocada per forces tectòniques o bé per erosió del terreny circumdant. En el primer cas es tracta de l'aplicació de forces tectòniques sobre estrats horitzontals del sòl, que quan troben falles propícies produeixen l'elevació d'una àrea que manté l'horitzontalitat però a un nivell superior que l'entorn. En el segon cas, en un terreny horitzontal l'erosió pot formar rius que aprofundeixen el sòl i hi deixen zones isolades i elevades, normalment perquè estan formades per materials més resistents a l'erosió.
També hi ha altiplans submarins, però en aquest cas també poden estar formades per l'enfonsament o la inundació d'altiplans anteriorment emergits. Per exemple, les illes Seychelles se situen en un altiplà o plataforma que va restar separat del continent i que més endavant va quedar submergit, igual que les diferents plataformes continentals. També es poden formar per emissions volcàniques submarines, que es poden acumular en forma d'altiplà quan entren en contacte amb l'aigua.

## Formació
Els altiplans es poden formar per diversos processos, com ara l'aflorament de magma volcànic, l'extrusió de lava, els moviments tectònics de plaques i l'erosió per l'aigua i les glaceres.

### Volcànica

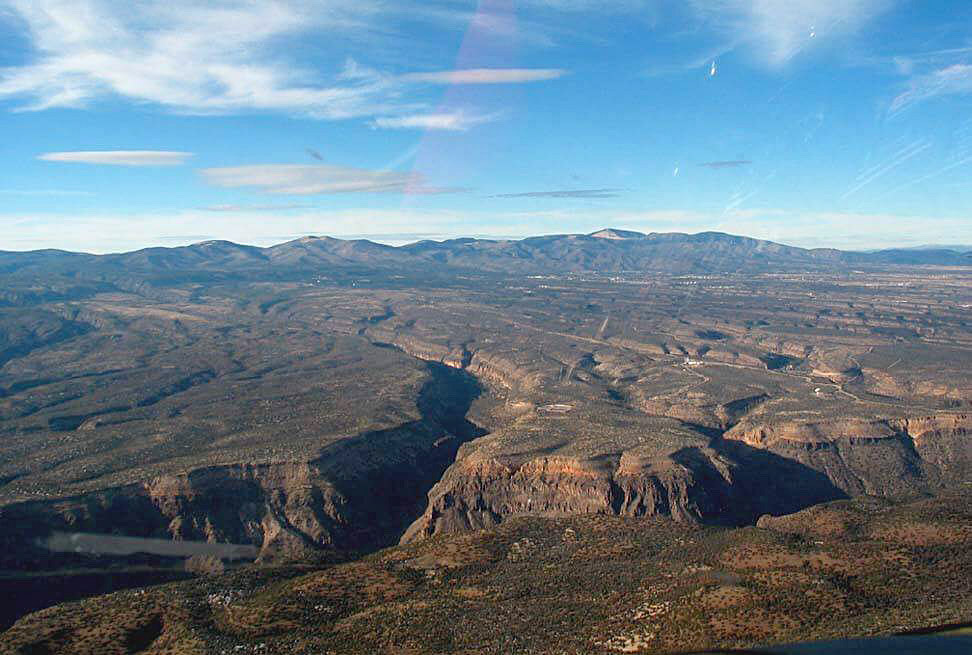
L’altiplà de Pajarito a Nou Mèxic és un exemple d'altiplà volcànic.

Els altiplans volcànics són produïts per l'activitat volcànica. Poden estar formats per aflorament de magma volcànic o per extrusió de lava. El mecanisme subjacent en la formació d'altiplans a partir de l'aflorament comença quan el magma ascendeix del mantell, fent que el terra s'infli cap amunt. D'aquesta manera, grans àrees planes de roca s'eleven per formar un altiplà. En el cas dels altiplans formats per extrusió, la roca es construeix a partir de lava que s'estén cap a l'exterior des d'esquerdes i zones febles de l'escorça. L’altiplà d'Antrim a Irlanda del Nord, l’altiplà de Deccan a l'Índia, l’altiplà de Big Raven al Canadà i l’altiplà de Columbia als Estats Units són exemples d'altiplans de lava.

### Tectònica
Els altiplans tectònics es formen per moviments de plaques tectòniques que provoquen aixecaments, i normalment són d'una mida considerable i una altitud força uniforme. Exemples en són l’altiplà del Dècan a l'Índia i la Meseta Central a la península Ibèrica.

### Erosió
Els altiplans també es poden formar pels processos d'erosió de les glaceres a les serralades, deixant-les entre les serralades. L'aigua també pot erosionar les muntanyes i altres accidents geogràfics fins a convertir-los en altiplans. Els altiplans disseccionats són altiplans molt erosionats tallats per rius i trencats per valls estretes i profundes. Un exemple són les Terres Altes d'Escòcia.

## Classificació
Els altiplans es classifiquen segons el seu entorn.
- Els altiplans intermontans són alguns dels altiplans més alts i extensos del món, envoltats per muntanyes plegades. En són exemples l’altiplà tibetà entre l’Himàlaia i les muntanyes Kunlun, i l'altiplà de l'Altiplà entre dues serralades dels Andes.[4]

- Els altiplans del Piemont estan vorejats per un costat per muntanyes i per l'altre per una plana o un mar. L’altiplà del Piemont a l'est dels Estats Units, entre les muntanyes Apalatxes i la plana atlàntica, n'és un exemple.

- Els altiplans continentals estan vorejats per planes o oceans, que es formen allunyant-se de les muntanyes. Un exemple d'altiplà continental és l’Altiplà Polar a l'Antàrtida oriental.

## Exemples d'altiplans

### Àfrica
L'altiplà africà més alt són les Terres Altes d'Etiòpia, que cobreixen la part central d'Etiòpia. Forma la zona contínua més gran de la seva altitud al continent, amb poca de la seva superfície que cau per sota dels 1.500 metres, mentre que els cims arriben a altures de fins a 4.556 metres. De vegades se l'anomena el Sostre d'Àfrica a causa de la seva alçada i gran superfície.
Un altre exemple és el Highveld, que és la porció de l'altiplà interior sud-africà que té una altitud superior als 1.500 metres aproximadament, però inferior als 2.100 metres, excloent així les regions muntanyoses de Lesotho. Acull algunes de les aglomeracions urbanes més grans de Sud-àfrica.
A Egipte hi ha l’altiplà de Gizeh i la muntanya de Galala, que abans s'anomenava altiplans de Gallayat, que s'eleva a 3.300 peus sobre el nivell del mar.

### Antàrtida
Un altre altiplà molt gran és l’altiplà gelat de l'Antàrtida, que de vegades es coneix com l'altiplà polar o l'altiplà del rei Haakon VII, on es troba el pol sud geogràfic i l’estació del pol sud Amundsen-Scott, que cobreix la major part de l'Antàrtida oriental, on no hi ha muntanyes conegudes sinó 3.000 m d'alçada de gel superficial i que s'estén molt lentament cap a la costa circumdant a través d'enormes glaceres. La capa de gel polar és tan massiva que les mesures d'ecolocalització del gruix del gel han demostrat que grans àrees es troben per sota del nivell del mar. Però, a mesura que el gel es fon, la terra que hi ha a sota rebotarà per isostàsia i finalment s'elevarà per sobre del nivell del mar.

### Amèrica
Un gran altiplà a Amèrica del Nord és l’altiplà de Colorado, que cobreix uns 337.000 km² a Colorado, Arizona, Nou Mèxic i Utah.
Al nord d'Arizona i al sud d'Utah, l'altiplà del Colorado està dividit pel Gran Canyó del riu Colorado. Això va succeir fa més de 10 milions d'anys, el riu ja hi era, tot i que no necessàriament seguia exactament el mateix curs. Aleshores, forces geològiques subterrànies van fer que la terra d'aquesta part d'Amèrica del Nord augmentés gradualment aproximadament un centímetre per any durant milions d'anys. Es va produir un equilibri inusual: el riu que es convertiria en el riu Colorado va ser capaç d'erosionar-se a l'escorça terrestre a un ritme gairebé igual a l'elevació de l'altiplà. Ara, milions d'anys més tard, la vora nord del Gran Canyó es troba a una altitud d'uns 2.450 m. sobre el nivell del mar, i la vora sud del Gran Canyó és a uns 2.150 m sobre el nivell del mar. En el seu punt més profund, el riu Colorado té uns 1.830 m per sota del nivell de la vora nord.
Un altre altiplà d'alta muntanya a Amèrica del Nord és l’altiplà mexicà. Amb una superfície de 601.882 km² i amb una alçada mitjana de 1.825 metres, és la llar de més de 70 milions de persones.
L'altiplà andí, gran extensió a més de 3.000 m d'altura, a l'est dels Andes.
Els tepuis del massís de la Guaiana, des d'un dels quals es despenja el Salt de l'Àngel, la cascada més alta del món.

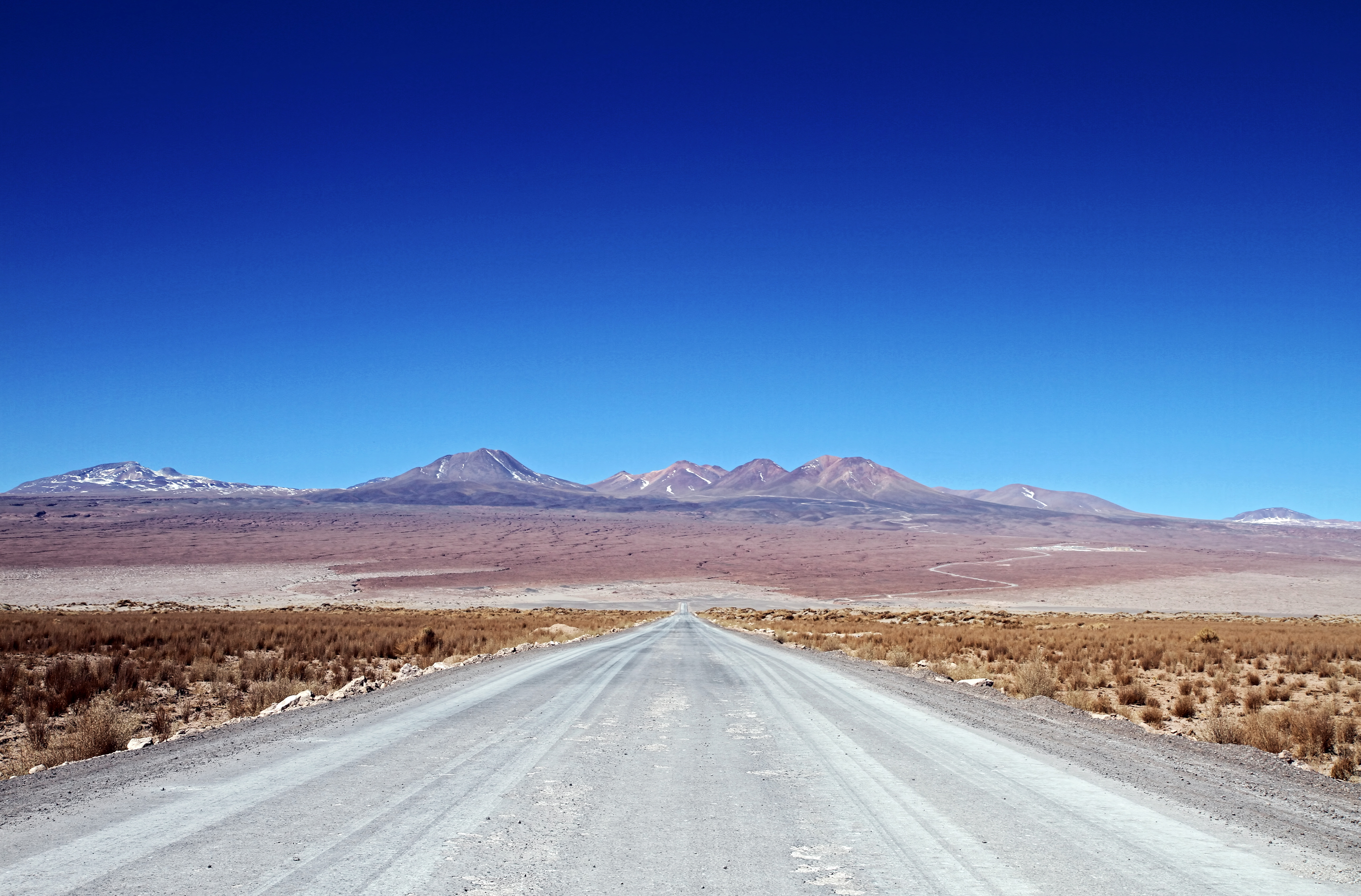
Carretera fins a les instal·lacions de suport a les operacions d’ALMA i després cap a l’altiplà de Chajnantor, a 5.000 metres sobre el nivell del mar.

La serralada paral·lela dels Andes delimita un dels altiplans més alts del món: l’Altiplà andí, l'altiplà andí o l'altiplà bolivià. Es troba al centre-oest d'Amèrica del Sud, on els Andes són més amples, i és la zona d'altiplà més extensa de la Terra fora del Tibet. La major part de l'Altiplano es troba dins del territori bolivià i peruà, mentre que la seva part meridional es troba a Xile. L'altiplà acull diverses ciutats com Puno, Oruro, El Alto i La Paz, la seu administrativa de Bolívia. L'Altiplano nord-oriental és més humit que el sud-oest, aquest últim alberga diversos salares o salines a causa de la seva aridesa. A la frontera entre Bolívia i Perú es troba el llac Titicaca, el llac més gran d'Amèrica del Sud.
La capital colombiana, Bogotà, es troba en un altre altiplà andí conegut com l’Altiplà cundiboyacà, aproximadament de la mida de Suïssa. Amb una alçada mitjana de 2.600 m sobre el nivell del mar, aquest altiplà andí del nord està situat a la serralada oriental del país i està dividit en tres regions planes principals: la sabana de Bogotá, les valls d’Ubaté i Chiquinquirá, i les valls de Duitama i Sogamoso.

### Àsia
L'altiplà més gran i alt del món és l’altiplà tibetà, de vegades descrit metafòricament com el Sostre del Món, que encara s'està formant per les col·lisions de les plaques tectòniques indoaustraliana i euroasiàtica. L'altiplà tibetà cobreix aproximadament 2.500.000 km² a uns 5.000 m sobre el nivell del mar. L'altiplà és prou alt per invertir els cicles de convecció de les cèl·lules de Hadley i impulsar els monsons de l'Índia cap al sud. Les planes de Deosai al Pakistan estan situades a una altitud mitjana de 4.114 metres sobre el nivell del mar. Es consideren els segons altiplans més alts del món.
Altres altiplans importants a Àsia són: el Najd a la península Aràbiga, amb una altitud de 762 a 1.525 m, les Terres Altes d'Armènia (≈ 400.000 km², altitud 900-2.100 m, altiplà iranià (≈ 3.700.000 km² altitud 300-1500 m), altiplà d'Anatòlia, altiplà de Mongòlia (≈ 2600000 km² , altitud 1.000-1.500 m i l’altiplà del Dècan (≈ 1.900.000 km³, altitud 300-600 m).
L'altiplà de la Sibèria Central, que ocupa un terç de la Sibèria.

### Oceania
L’altiplà occidental, que forma part de l’escut australià, és un antic crató que cobreix gran part del sud-oest del continent, una àrea d'uns 700.000 km². Té una altitud mitjana d'entre 305 i 460 metres.
L’altiplà volcànic de l'illa del Nord és una zona de terres altes que ocupa gran part del centre de l’illa del Nord de Nova Zelanda, amb volcans, altiplans de lava i llacs de cràter, el més notable dels quals és el llac més gran del país, el llac Taupō. L'altiplà s'estén aproximadament 100 km d'est a oest i 130 km de nord a sud. La major part de l'altiplà es troba a més de 600 metres sobre el nivell del mar.
Els altiplans del nord són la zona d'altiplà més gran d'Austràlia, amb una superfície aproximada de 18.197 km². Hi ha punts elevats de més de 1.000 metres, com ara The Brothers (1.508 m), Ben Lomond (1.505 m), Mount Rumbee (1.503 m), Point Lookout (1.564 m), Campoompeta (1.510 m), Mount Spirabo (1.492 m), Mount Mitchell (1.475 m), Chandler's Peak (1.471 m), Mount Grundy (1.462 m), Mount Bajimba (1.448 m), i el punt més alt de Round Mountain és a 1.584 metres sobre el nivell del mar. L'estació de tren de Ben Lomond, ara tancada, era l'estació de tren més alta d'Austràlia. A part de l'Antàrtida, és la regió d'altiplà més extensa de l'hemisferi sud, amb una elevació mitjana de més de 1.000 metres.

### Europa
- - El Massís Central francès, al nord d'Occitània.
  - La Meseta ibèrica, que ocupa la major part del territori peninsular.
    - L'altiplà de Múrcia
- Catalunya
  - El Collsacabra, també conegut com el Cabrerès, que separa les conques del Ter i el Fluvià
  - El Lluçanès i el Moianès, que separen les conques del Llobregat de les del Ter i el Besòs.
  - L'altiplà de la Segarra, que separa la conca del Segre de les de l'Anoia, el Francolí i el Gaià.
- País Valencià
  - La plana d'Utiel.